# Payaso (película de 1952)
 Payaso es una película de Argentina en blanco y negro dirigida por Lucas Demare sobre su propio guion escrito en colaboración con Carlos Alberto Orlando según la obra teatral Teddy and Partner, de Yvan Noé que se estrenó el 29 de abril de 1952 y que tuvo como protagonistas a Luis Sandrini, Malvina Pastorino y José Maurer.

## Sinopsis
Un payaso profesional se aprovecha de otro payaso, simple e ingenuo, para usurpar su lugar y conquistar el amor de una joven.

## Reparto
- Luis Sandrini
- Malvina Pastorino
- José Maurer ...	Payaso
- Manuel Alcón
- Héctor Calcaño
- Carlos Castro
- Lea Conti
- Francisco Pablo Donadío
- Héctor Méndez
- Ángel Prío
- Nélida Romero
- Pablo Cumo

## Comentarios
Manrupe y Portela escribieron que el filme es "La reina de las películas melindrosas de Sandrini, jugando a lo tragicómico. Un premio para quien no tenga pesadillas después de ver el tétrico maquillaje del clown protagonista" y La Nación en su crónica dijo:

"El espíritu de la obra original que habla con emoción... de las aspiraciones que los humildes alimentan frente a las cosas del gran mundo...no alcanza a medir sus frutos por un acentuado deseo tendiente a porteñizar las características exteriores del personaje central"